# Кампервен
Камперве́н (фр. Quemperven, брет. Kemperven) — коммуна во Франции, находится в регионе Бретань. Департамент — Кот-д’Армор. Входит в состав кантона Бегар. Округ коммуны — Ланьон.
Код INSEE коммуны — 22257.

## География
Коммуна расположена приблизительно в 420 км к западу от Парижа, в 140 км северо-западнее Ренна, в 50 км к северо-западу от Сен-Бриё.
Вдоль западной границы коммуны протекает река Генди.

## Население
Население коммуны на 2016 год составляло 382 человека.
| 1962 | 1968 | 1975 | 1982 | 1990 | 1999 | 2008 | 2016 |
| ---- | ---- | ---- | ---- | ---- | ---- | ---- | ---- |
| 394  | 407  | 324  | 340  | 350  | 357  | 383  | 382  |

## Экономика
В 2007 году среди 227 человек в трудоспособном возрасте (15—64 лет) 169 были экономически активными, 58 — неактивными (показатель активности — 74,4 %, в 1999 году было 65,0 %). Из 169 активных работали 150 человек (85 мужчин и 65 женщин), безработных было 19 (4 мужчины и 15 женщин). Среди 58 неактивных 18 человек были учениками или студентами, 18 — пенсионерами, 22 были неактивными по другим причинам.

## Достопримечательности
- Церковь Сент-Эрве (XVI век). Исторический памятник с 1964 года[3]
  - Статуя Св. Модеза (XV век). Исторический памятник с 1971 года[4]
  - Реликварий (1425 год). Исторический памятник с 1955 года[5]

## Фотогалерея

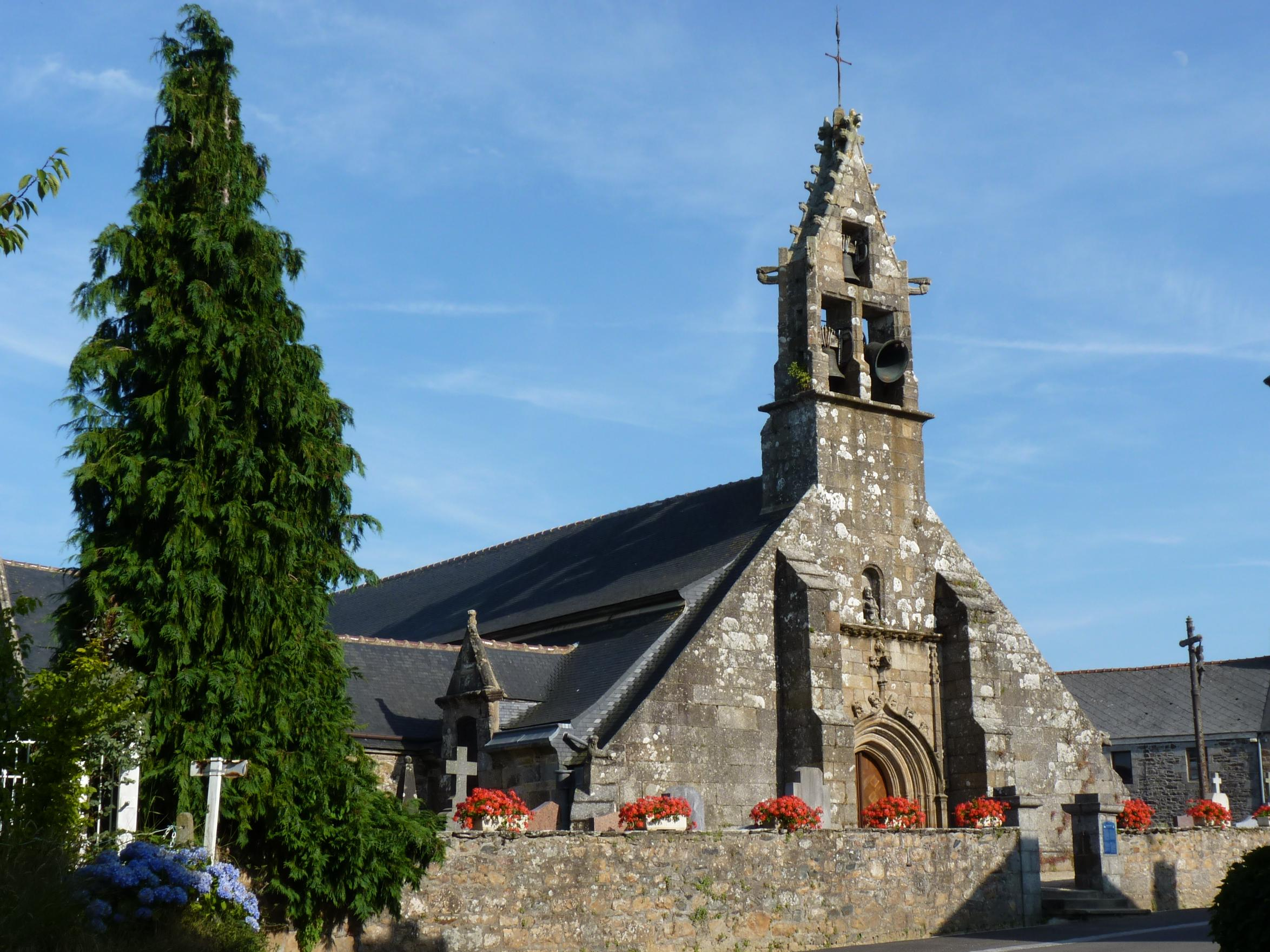
Церковь Сент-Эрве
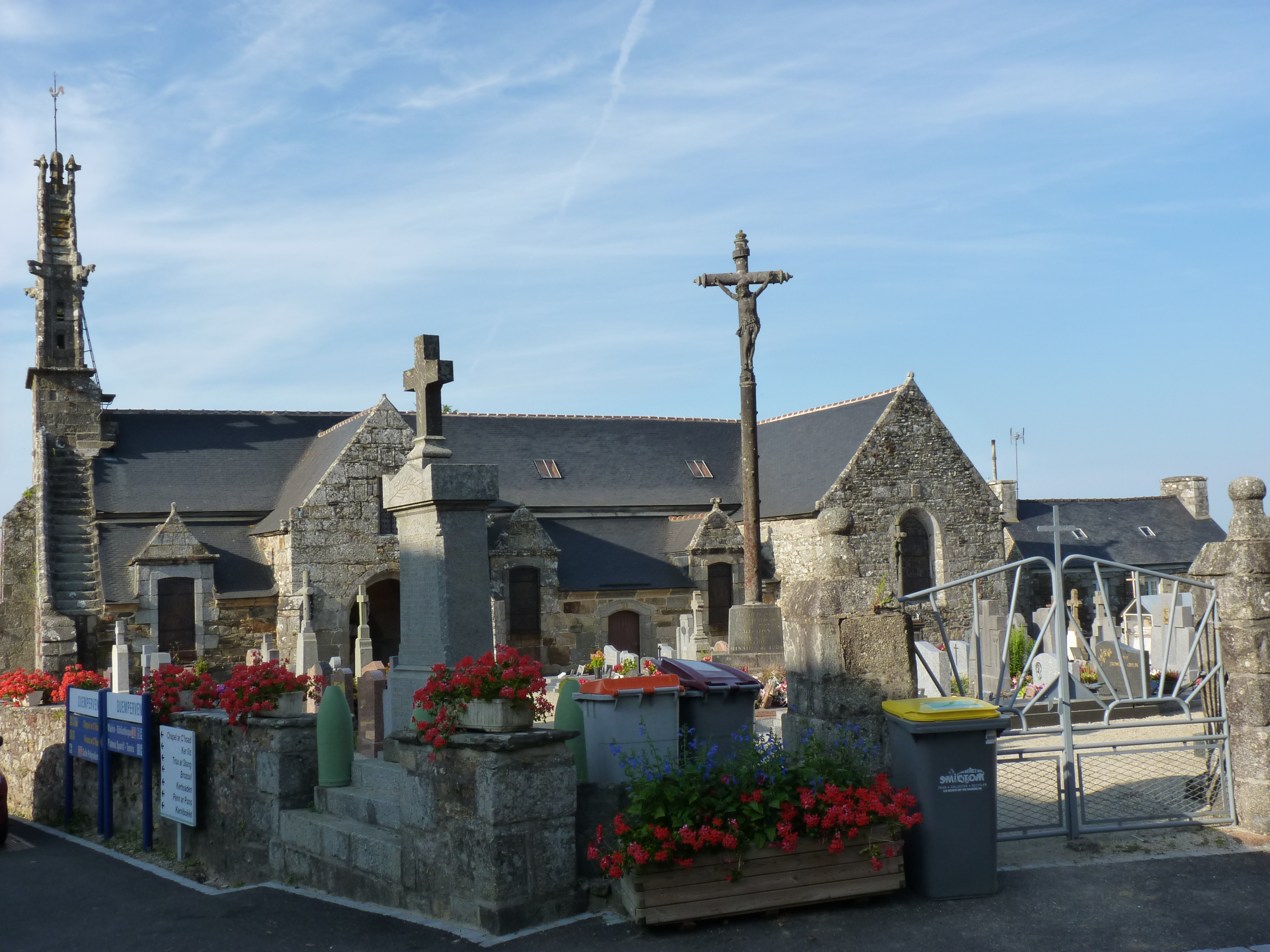
Церковь Сент-Эрве
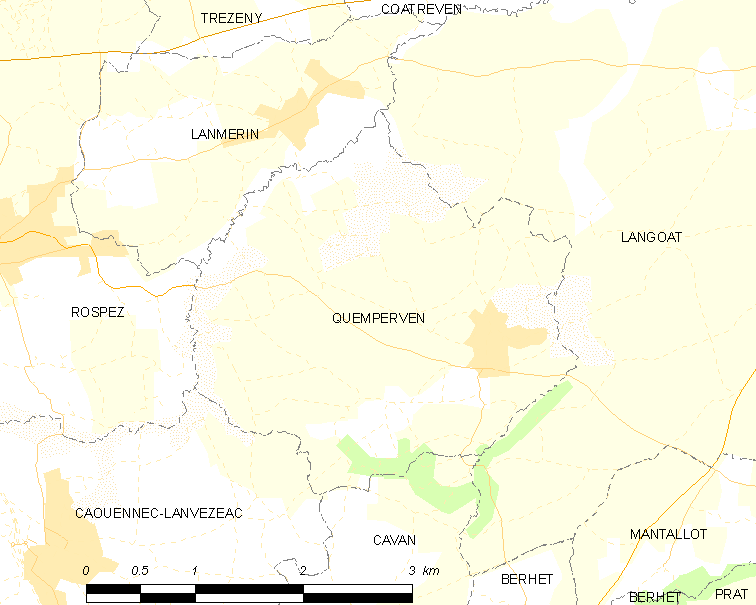
Карта коммуны